# Los ladrones viejos
Los ladrones viejos es un documental mexicano del año 2007 dirigido por Everardo González.

## Sinopsis
En Los ladrones viejos se narra la historia de cinco ladrones de la Ciudad de México activos durante los años sesenta y setenta. Cada uno de ellos nos cuenta sobre sus hazañas y tragedias dentro de la profesión. Los protagonistas hablan sobre sus primeros pasos como ladrones, describen sus modos de robo (el llamado artegio) y su respeto por las normas y valores del oficio. Conforme pasan los minutos del documental, entendemos que “el Fantomas”, “el Carrizos”, “el Burrero”, “el Xochi” y “el Chacón” nos cuentan sus historias desde cárceles en las que probablemente no alcanzarán a cumplir su condena.

### Premios
- Ganadora del Ariel de Plata por mejor edición (2008) - Juan Manuel Figueroa

- Ganadora del Ariel de Plata por Mejor Largometraje Documental - Everardo González

- Nominada al Ariel de oro por Mejor Película

- Nominada al Ariel de plata por Mejor Dirección - Everardo González

- Ganadora mejor documental en el Festival de Guadalajara (2007)